# CUFOS
O Centro de Estudos de OVNIs (Center for UFO Studies - CUFOS) é um grupo norte-americano de investigação de OVNIs com financiamento privado. O grupo foi fundado em 1973 por J. Allen Hynek, que na altura era presidente do Departamento de Astronomia da Northwestern University em Illinois.